# Classe Pathfinder
La classe Pathfinder  est une classe de deux croiseurs éclaireurs (dit scout cruisers)  de la Royal Navy construite avant la Première Guerre mondiale.
Il avait été prévu initialement de construire huit navires, répartis sur quatre chantiers. Les trois autres paires prendront les noms de classe Adventure, classe Forward et classe Sentinel.

## Conception
La classe Pathfinder devait répondre  au cahier des charges de l'amirauté demandant des croiseurs pouvant atteindre la vitesse de 25 nœuds (46,3 km/h) pour naviguer avec les flottilles de destroyers. 

L'armement initial a été mis rapidement à niveau par le rajout de 2 autres canons de 76 mm. Les canons  Hotchkiss à tir rapide de 47 mm ont aussi été remplacés par des canons Hotchkiss de 57 mm.

En 1911-12, les 12 canons de 76 mm sont remplacés par 9 canons de 102 mm.

## Service
- Le HMS Pathfinder fut le premier navire de la Royal Navy à être coulé par une torpille du sous-marin allemand U-21 le 5 septembre 1914 au large des Marches écossaises.

## Histoire et description
En 1901-1902, l'Amirauté a développé des croiseurs éclaireurs pour travailler avec les flottilles de destroyers, menant leurs attaques à la torpille et les soutenant lorsqu'ils sont attaqués par d'autres destroyers. En mai 1902, elle lance un appel d'offres pour un modèle capable de filer 25 nœuds (46 km/h), doté d'un pont protecteur, d'un rayon d'action de 2 000 milles nautiques (3 700 km) et d'un armement composé de six canons de 18 cwt à tir rapide (QF) de 12 livres pouces (76 mm), de huit canons QF de 3 livres (47 mm) et de deux tubes lance-torpilles de 18 pouces (450 mm). Elle accepte quatre des propositions et commande un navire à chaque constructeur dans le cadre du programme naval de 1902-1903 et un autre dans le programme de l'année suivante.
Les deux navires de Cammell Laird deviennent la classe Pathfinder. Quatre autres canons de 12 livres furent ajoutés au cahier des charges en août. Les navires avaient une longueur entre perpendiculaires de 370 pieds (112,8 m), une largeur de 38 pieds 9 pouces (11,8 m) et un tirant d'eau de 15 pieds 2 pouces (4,6 m) à pleine charge. Ils déplaçaient 2 940 tonnes longues (2 987 t) en charge normale et 3 240 tonnes longues (3 292 t) en charge profonde. Leur équipage se composait de 289 officiers et matelots.
Les navires de la classe Pathfinder étaient propulsés par une paire de moteurs à vapeur à quatre cylindres et à triple expansion, chacun entraînant un arbre, utilisant la vapeur fournie par une douzaine de chaudières Laird-Normand qui s'échappaient dans trois cheminées. Les moteurs sont conçus pour produire une puissance totale de 16 500 chevaux (12 300 kW), ce qui doit permettre d'atteindre une vitesse maximale de 25 nœuds. Le Pathfinder dépasse légèrement sa vitesse nominale lors de ses essais en mer en 1905. Les croiseurs éclaireurs se révèlent bientôt trop lents pour ce rôle, car les destroyers plus récents les dépassent. Les sisters transportaient un maximum de 600 tonnes longues (610 t) de charbon, ce qui leur donnait un rayon d'action de 3 400 milles nautiques (6 300 km ; 3 900 mi) à 10 nœuds (19 km/h ; 12 mph).
L'armement principal de la classe Pathfinder se composait de dix canons QF 12 livres de 18 cv. Trois canons étaient montés côte à côte sur le gaillard d'avant et le gaillard d'arrière, les quatre autres étant positionnés à bâbord et à tribord au milieu du navire. Ils transportaient également huit canons Hotchkiss QF de 3 livres et deux affûts simples pour des tubes lance-torpilles de 18 pouces, un sur chaque bord. Le blindage protecteur du pont des navires était d'une épaisseur de 16 à 38 mm (0,625 à 1,5 pouces) et la tour de guet avait un blindage de 76 mm (3 pouces) d'épaisseur. Ils avaient une ceinture de flottaison de 2 pouces (51 mm) d'épaisseur à côté des salles des machines uniquement.
| Nom            | Chantier                   | Lancement       | Service effectif | Fin de service                     |
| -------------- | -------------------------- | --------------- | ---------------- | ---------------------------------- |
| HMS Pathfinder | Cammell Laird à Birkenhead | 16 juillet 1904 | 18 juillet 1905  | coulé le 5 septembre 1914          |
| HMS Patrol     | Cammell Laird à Birkenhead | 13 octobre 1904 | septembre 1905   | 21 avril 1920 vente à la ferraille |